# Linggymnastik

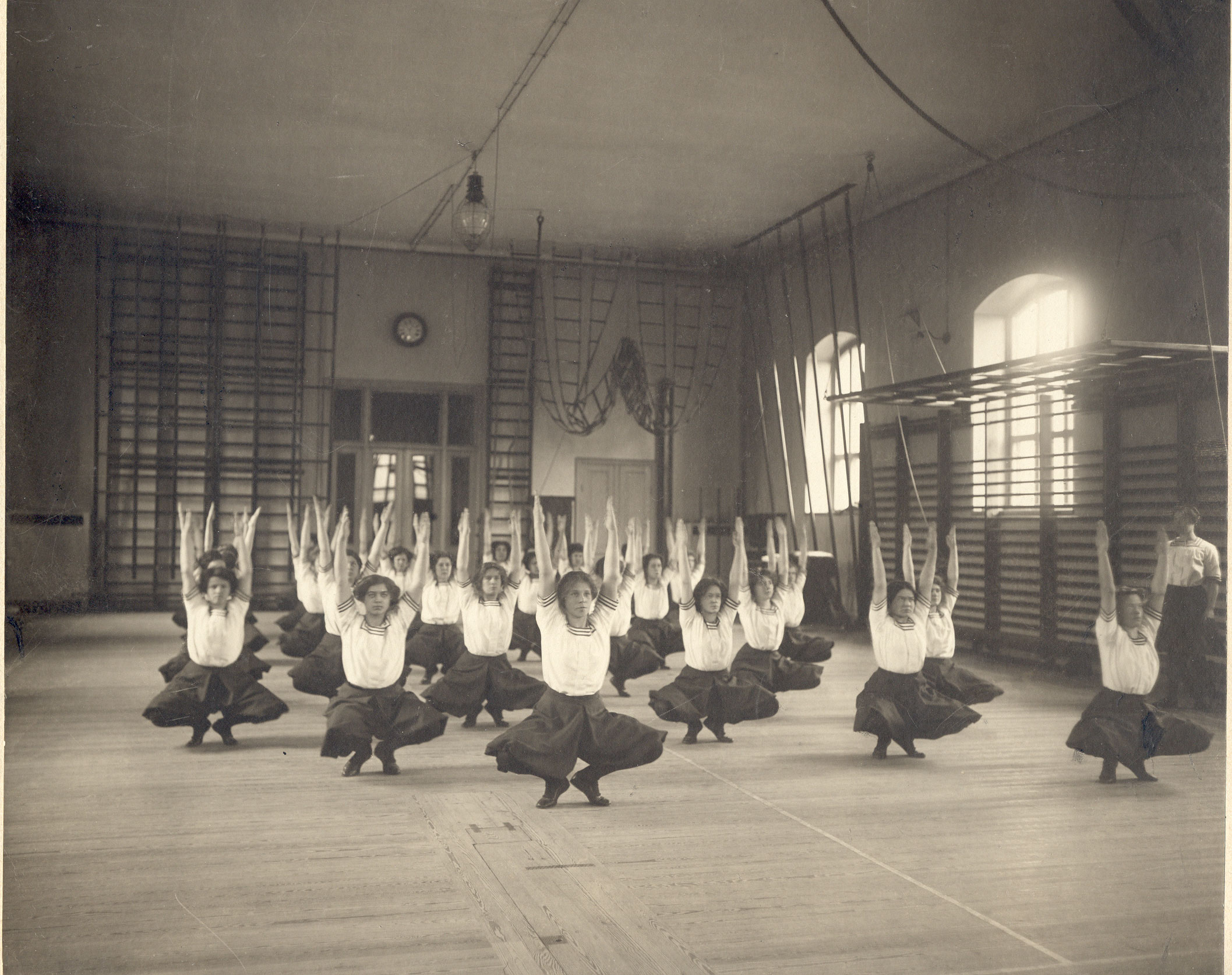
Linggymnastik vid Gymnastiska centralinstitutet omkring 1910.

Linggymnastik är en form av gymnastik som introducerades av Per Henrik Ling, grundare av Gymnastiska Centralinstitutet (idag GIH)
Linggymnastiken betonade vikten av en balans i kropp och själ men även mellan kroppens högra och vänstra sida. Ling ansåg att gymnastik skulle bygga på människoorganismens lagar, en harmoniskt utvecklad människa. Gymnastiken skulle dessutom vara medicinskt-fysiologiskt förankrad. Ling betonade även vikten av balans i livet, man skulle därför inte inta extrema mängder av något, varken dryck, mat eller sömn. Linggymnastiken ansågs vara det mest effektiva medlet för fysiologisk fostran. Men på grund av sina tabeller och system kritiserades ofta för att vara fyrkantigt och tråkigt. Linggymnastiken ville jobba emot den tävlingshets som fanns inom idrotter. De ansåg att om man nu nödvändigtvis skulle spela till exempel fotboll skulle spelarna i så fall  spela varannan spark med varannan fot för att göra det mer jämnt. Linggymnastiken var den modell som präglade skolgymnastiken under 1800- och 1900-talet. Även om samhället har moderniserats idag betonar vi fortfarande vikten av lagspel och balans.

## Historik
Antikens gymnastik bestod av olika idrottsgrenar, medan 1800-talets gymnastik grundades i en nygestaltning av den fysiska fostran.  I Sverige runt år 1800 lades även grunden för de två huvudinriktningar inom gymnastiken som kom att konkurrera med varandra linggymnastiken och turngymnastiken.
Per Henrik Ling hade lärt känna den tyska gymnastiken i Köpenhamn. I samband med att det svenska folkliga intresset växte för kroppsövningar fick han möjlighet att utveckla sin gymnastik. Linggymnastiken systematiserades sedan med hjälp av Per Henrik Lings son, Hjalmar. Det skapades tabeller, anvisningar och system för linggymnastiken. Den skulle utföras med mekaniska rörelsemönster och disciplin.
Under 1900-talet fortsatte gymnastiken att utvecklas. Nya gymnastikformer utvecklades och många baserades på Lings lära. Under OS 1912 presenterades två nya gymnastikformer. Dels finska Elli Björksténs gymnastik som var anpassad till kvinnans psyke och fysik. Det var ställnings- och rörelsegymnastik där hon betonade estetiken och som ofta ackompanjerades av musik. Dansken Niels Bukh presenterade även sin primitiva gymnastik där han lade stor vikt vid böjningar och töjningar. Ytterligare teorier, läror och former av gymnastik fortsatte att skapas under 1900-talet, ofta grundade på Lings principer. Lösgörande och frigörande övningar infördes av gymnasten Elin Falk. Man började med rytmisk gymnastik och från Estland kom många flyktingar som förde med sig nya tankar och tolkningar av gymnastiken. Jazzens element tillfördes till gymnastiken och från USA kom den gymnastikform som man idag kallar aerobics.
Idag delar man in gymnastiken i fyra indelningar: pedagogisk gymnastik, militär gymnastik, sjuk- eller medial gymnastik och estetisk gymnastik.